# Schattenbergschans
De Audi Arena Oberstdorf, ook wel Schattenbergschans, is een, op de Schattenberg gelegen, skischans in het Duitse Oberstdorf.

## Geschiedenis
De schans werd in 1925 gebouwd en in 2002 grondig vernieuwd. De wereldkampioenschappen noords skiën 1987 vonden hier plaats, net als het WK 2005. Sinds 1952 is de Schattenbergschans de jaarlijkse opener van het vierschansentoernooi.
Nabij Oberstdorf bevindt zich ook de Heini Klopfer Skivliegschans.